# Petra Doandeș
Petra Doandeș a fost un senator român în legislatura 1996-2000 aleasă în județul Gorj pe listele partidului PDSR. Petra Doadeș l-a înlocuit pe senatorul Marcu Burtea de la data de 5 septembrie 2000. Petra Doandeș a fost membru în comisia economică, industrii și servicii. 